# Phanaeus bordoni
Phanaeus bordoni är en skalbaggsart som beskrevs av Arnaud 1997. Phanaeus bordoni ingår i släktet Phanaeus och familjen bladhorningar. Inga underarter finns listade i Catalogue of Life.